# Arte marziale ibrida
Un'arte marziale ibrida (anche conosciuta in lingua inglese come hybrid fighting systems) indica arti marziali o sistemi di combattimento corpo a corpo nati dalla fusione di più sistemi differenti e che quindi incorporano tecniche o teorie da molte arti marziali particolari.

## Storia
Il primo probabile precedente storico dell'incrocio culturale ibrido delle arti marziali è il bartitsu, nato tra il 1899 ed il 1902 come combinazione di molte forme del jūjutsu tradizionale, kōdōkan judo, boxe inglese, savate e scherma col bastone.
Alcune delle più famose arti marziali ibride vennero elaborate in Giappone a partire dagli anni '70, grazie ad Antonio Inoki che organizzò degli eventi di combattimento sportivo interstile definiti Ishu Kakutōgi Sen (異種格闘技戦, letteralmente "scontri di sport da combattimento eterogenei"), in seguito conosciuti con il nome di "Shoot Wrestling", all'interno del quale era permesso usare sia tecniche di lotta (wrestling-grappling) che tecniche di "striking" (pugni-calci-ginocchiate-gomitate). Successivamente, a metà degli anni '80, partendo da questo principio di complementarità tra sport da combattimento e lotta, Sensei Satoru Sayama ideò lo Shooto, con l'intento di creare uno sport realistico che potesse competere a livello internazionale con ogni tipo disciplina marziale, "scremando" perciò nel tempo le tecniche ritenute meno efficaci e sviluppando invece le migliori. 
Nel 1981 nacque il daido Juku come arte marziale e sport da combattimento dalla fusione del kyokushinkai e del judo, integrandoci elementi presi anche da muay thai, kickboxing e Jiu jitsu brasiliano. Nel 1985, Caesar Takeshi ideò la Shoot boxing, uno sport da combattimento simile alla kickboxing ma che prevede anche l'utilizzo di proiezioni e tecniche di sottomissione in piedi come strangolamenti e chiavi alle braccia, ma diversamente dallo Shooto e dallo Shootfighting, essa non prevede fasi di combattimento a terra. A partire dal 1989 lo Shooto divenne anche il nome di una delle prime e più importanti organizzazioni di arti marziali miste professionistiche. Parallelamente allo Shooto e allo Shoot Wrestling, le arti marziali miste giapponesi vennero conosciute per molto tempo anche con il termine Shootfighting, fino a quando tale termine non venne registrato da Bart Vale. Va sottolineato che nonostante sia lo Shooto che lo Shootfighting nacquero dalla fusione di alcune delle migliori tecniche di wrestling e di striking, le tecniche e più in generale i principi e le tattiche di lotta risultano prioritari, mentre i colpi e i principi di striking ricoprono perlopiù un ruolo di secondaria importanza.
Nel 1999 nasce lo zendokai esempio di arte marziale mista codificata che infatti prende ispirazione dal karate kyoukushin, dal judo e dalla boxe.

## Caratteristiche
Mentre numerose arti marziali potrebbero anche prendere in prestito o adattarsi ad altre per alcuni punti, un'arte marziale ibrida vera e propria dà rilievo alle sue origini stilistiche. Si possono ad esempio citare il bartitsu o il kajukenbo, nella cui pratica include specifici elementi dal karate, judo, jūjutsu, kenpō e sanda.
Altri termini come arti marziali miste e combattive forse sono a volte visti come sinonimi di arti marziali ibride, ma come termini hanno in realtà altri significati: arti marziali miste o MMA si riferiscono a un tipo di sport da combattimento in cui si incorporano tecniche da differenti discipline, mentre le combattive sono associate all'United States Army.
Alcuni considerano il sistema di combattimento Jeet Kune Do un'arte marziale ibrida, oltre che una filosofia. In realtà, nonostante Bruce Lee, il creatore del sistema, analizzò e apprese svariati stili di combattimento, il Jeet Kune Do non è un mix di tecniche prelevate dalle altre arti marziali, ma è un sistema di combattimento autoctono che possiede una propria struttura ed è costituito da principi e tecniche peculiari. Nonostante ciò, rimane comunque evidente che la Boxe, la Scherma e il Kung fu abbiano enormemente ispirato Lee nella sintesi, intuizione ed elaborazione del Jeet Kune Do.
È corretto invece considerare un'arte marziale ibrida il Jun Fan Gung Fu, ciò che Bruce Lee praticava prima di sintetizzare il JKD.

## Utilizzo e diffusione
Sono state ampiamente adoperate anche in ambito militare per via della relativa velocità di apprendimento: ne è un esempio il Nagasu do, sistema di combattimento creato dall'ex operatore dello Special Air Service Mick Gould, che si basa su un mix di Jūjutsu, Judo ed Aikidō o il più conosciuto Krav Maga, inizialmente messo a punto dal lottatore ebreo Imi Lichtenfeld per difendersi dalle rappresaglie naziste nei ghetti, in seguito adottato su larga scala dalle Forze di difesa israeliane, dal Mossad e da molte forze militari straniere per via della sua versatilità; del Krav maga esistono due varianti: una militare ed una civile, la seconda si discosta dalla prima poiché meno brutale e letale.